# Жарков, Георгий Иванович
Гео́ргий Ива́нович Жарко́в (19 августа [1 сентября] 1915, Богородск, Московская губерния — 22 октября 1981, Москва) — советский футболист, тренер. Центральный и полусредний нападающий. Мастер спорта СССР.
Старший из трёх братьев Жарковых (Виктор и Василий).
Состоял в КПСС.

## Биография
Начал играть в 1930 в Ногинске в клубной команде «Красного знамени». В ДКА (БВО, См) — 1936-37, «Динамо» Смоленск — 1938 (по июнь), ЦДКА — 1938 (с июля), «Торпедо» (М) — 1939-40, 1941 (с июля)-51, «Профсоюзах-2» — 1941 (по июнь).
В чемпионатах СССР 191 матч, 63 гола (еще 6 матчей и 1 гол в незаконченном чемпионате 1941 года).
Был игроком комбинационного плана, обладал хорошим тактическим чутьём, умело взаимодействовал с партнёрами, владел сильным ударом с правой ноги. Применял разнообразные приёмы и методы ведения атаки, никогда не действовал прямолинейно, умело применял обводку и в то же время умел дать точный пас.
В 1950 году окончил школу тренеров при ГЦОЛИФК.
- 1952—1954. Тренер «Торпедо» (М).
- 1955 — май 1957. Гостренер отдела футбола Спорткомитета СССР.
- Июнь 1957 — август 1960. Главный тренер «Зенита». При Жаркове в 1958 «Зенит» занял 4-е место в чемпионате страны — лучшее достижение команды за 35 послевоенных лет[3]. В период работы Жаркова закрепились в команде будущие лидеры «Зенита» — Л. Бурчалкин, В. Храповицкий, А. Дергачев, Н. Рязанов, В. Мещеряков, братья О. и Ю. Морозовы, появились в большом футболе Б. Батанов и А. Кавазашвили.
- 1961. Тренер «Локомотива».
- 1962. Главный тренер «Торпедо» (М) (7-е место).
- 1963. Главный тренер «Серпа и молота» (М).
- 1964. Главный тренер «Арарата».
- 1965—1966. Главный тренер «Динамо» (Мх).
- 1969. Главный тренер «Уралмаша» (Св) (20-е место).
- Июль — ноябрь 1972. Главный тренер «Нефтчи» (16-е место).

В 1970-е — преподаватель кафедры физкультуры МГУ.
Похоронен на 4-м участке Ваганьковского кладбища Москвы.

## Достижения
- 3-й призёр чемпионата СССР 1945.
- Обладатель Кубка СССР 1949; финалист Кубка 1947.
- Чемпион Москвы 1944 (в военное время чемпионат СССР по футболу не разыгрывался); обладатель кубка Москвы 1943 (в финале с ЦДКА забил решающий гол в дополнительное время)